# لی چون ییپ
لی چون ییپ (انگلیسی: Li Chun Yip؛ زادهٔ ۱۸ سپتامبر ۱۹۸۱) بازیکن فوتبال اهل هنگ کنگ بود.
از باشگاه‌هایی که در آن بازی کرده است می‌توان به باشگاه فوتبال تای‌پو و باشگاه فوتبال هنگ کنگ رنجرز اشاره کرد.
وی همچنین در تیم ملی فوتبال زیر ۲۳ سال هنگ کنگ بازی کرده است.